# Tratado Anglo-Egipcio de 1936
El Tratado Anglo-Egipcio de 1936 fue un tratado firmado entre el Reino Unido y el Reino de Egipto. Requería al Reino Unido que retirase todas sus tropas de Egipto, excepto las que fueran necesarias para proteger el canal de Suez y sus alrededores. El tratado fue firmado el 26 de agosto en Londres, y ratificado por el Parlamento egipcio el 22 de diciembre. Se mantendría en vigor durante veinte años.

## Contexto

#### De la ocupación francesa a la británica
Las expediciones napoleónicas (1798) conllevaron la entrada de Egipto en la política internacional tras siglos de haber sido relegado a la periferia. Tras la marcha de las tropas francesas, Inglaterra permaneció pendiente del territorio, evitando que pudiera caer en manos de alguna potencia rival. Décadas después, con la expansión rusa en los Balcanes y el Cáucaso entre la década de los cincuenta y setenta del siglo XIX, Inglaterra tomó la decisión de proteger sus intereses imperiales adquiriendo Chipre y las acciones que el jedive de aquel momento, Ismail Pachá (1863-1879), tenía sobre el canal de Suez. Con esta acción comenzó oficialmente la ocupación británica de Egipto.
Este periodo se caracterizó por las relaciones triangulares entre: el nacionalismo del Wafd, el interés del primer ministro Mustafá Nahhas de amansar poder y el lucro que para los británicos tenía su presencia como Estado administrador del Canal.

#### El camino hacia la independencia
La deposición de Ismail Pachá en 1879 por parte de las potencias europeas desembocó en una crisis política en la que el oficial Ahmed Orabi consiguió hacerse con el poder gracias a una nueva iniciativa política: el Grupo de Helwan, un conglomerado de partidos anti-europeos, anti-otomanos y anti-mamelucos. A pesar de las reformas que se llevaron a cabo, el movimiento terminó siendo suprimido por Inglaterra y Francia tras proclamarse como vencedoras de la guerra anglo-egipcia (1882). Con el auge del nacionalismo en las décadas siguientes, el partido Wafd apeló al secretario general de las Naciones Unidas para expresar la violencia que Egipto sufría por la ocupación británica, proponiendo como única solución un tratado que expusiera de forma clara las pautas a seguir en las relaciones anglo-egipcias.
 

El estallido de la Primera Guerra Mundial dio nuevas esperanzas al nacionalismo egipcio, ya que las promesas de libertad y autodeterminación por parte de los Aliados sembraron la idea de independencia en el ideario egipcio. Ésta se materializó en personajes como Saad Zaghloul, del partido Wafd, que llegaría a reunirse con el alto comisionado británico del momento, Lord Edmund Allenby, para expresarle las demandas del pueblo egipcio: abolir la ley marcial (declarada con el inicio del conflicto), el fin del protectorado y el reconocimiento de la independencia egipcia. Estas peticiones serían respondidas con la siguiente declaración el 28 de febrero de 1922: 
1. El protectorado británico sobre Egipto ha finalizado, y Egipto es declarado un Estado independiente y soberano. 
2. Tan pronto como su alteza (Fu'ad I) apruebe una Ley de Compensación aplicable a todos los habitantes de Egipto, la ley marcial proclamada el 2 de noviembre de 1914 será retirada. 
3. Los siguientes asuntos quedan absolutamente reservados a la discreción del Gobierno de su majestad durante todo el tiempo que sea posible para la libre discusión y acomodación por ambas partes con el fin de alcanzar acuerdos entre el Gobierno de su majestad y el Gobierno de Egipto: 
a. La seguridad de las comunicaciones del Imperio británico en Egipto. 
b. La defensa de Egipto contra agresiones foráneas o interferencias, directas o indirectas. 
c. La protección de los intereses en materia de asuntos exteriores de Egipto y la protección de minorías. 
d. El Sudán. 
Extracto de la declaración oficial del alto comisionado británico, extraída de Khadduri (1952). 
Para los británicos, la problemática nunca residió en la independencia de Egipto, sino en el control del Canal y de sus intereses militares. Durante las negociaciones, la estrategia de Londres varió entre la amenaza, el regateo y la indiferencia. Egipto fue declarado independiente el 15 de marzo de ese mismo año, aunque las negociaciones con Londres sobre los puntos contenidos en la declaración no finalizarían hasta década y media después. Gracias a esta premisa, el protectorado (o sultanato) de Egipto (1914-1922) sentó las bases del control inglés sobre la nación egipcia hasta tiempo después de que la última alcanzara su independencia, residiendo la aceptación del status quo por parte de los británicos en sus intereses sobre el canal de Suez y el asentamiento de tropas en Oriente Medio.

## Causas inmediatas
A pesar de la situación de crisis que se vivía en la nación con motivo de la crisis económica de los años 30 y de las malas relaciones anglo-egipcias por parte de los sucesivos Gobiernos, hubo que esperar a la invasión italiana de Etiopía (octubre de 1935) en la conocida como segunda guerra italo-etíope. El Gobierno fascista de Mussolini, que pretendía controlar tanto Libia como Etiopía en sus propios afanes expansionistas, podía suponer una grave amenaza para los intereses británicos. Ante los temores tanto del rey Faruq I como de los ingleses de que el fascismo pudiera traspasar las fronteras egipcias, la metrópoli optó por realizar una serie de concesiones que tomaron forma en el Tratado Anglo-Egipcio de 1936. Dichas conversaciones incluyeron la restitución de la Constitución de 1923, fruto de la revolución de 1919 contra la ocupación británica. El tratado no fue bienvenido por los nacionalistas tales como el Partido Árabe Socialista, quienes querían la independencia total de Egipto. Todos estos factores llevaron a una ola de sentimiento y demostraciones antibritánicas y anti-Wafd.

## El tratado
En 1935 el Frente Patriótico egipcio, Al Jabhah al Wataniya, conformado por todos los partidos políticos, presentó una petición conjunta y la envió al rey, demandando que se restaurase la Constitución de 1923. Además, "se pusieron en contacto con el alto comisariado británico, Sir Miles Lampson, enumerando los obstáculos que la ausencia de un tratado había supuesto al progreso de la nación egipcia". Aunque los egipcios comprendieron la afirmativa de Londres a las negociaciones como la declaración de independencia definitiva, dejando fuera la subordinación previa a favor de reconocer a Egipto como un Estado de pleno derecho, los británicos comprendieron el acuerdo como un evento menor cuyas implicaciones en el progreso de Egipto como nación independiente podrían ser contrarrestadas en el futuro de así desearlo.

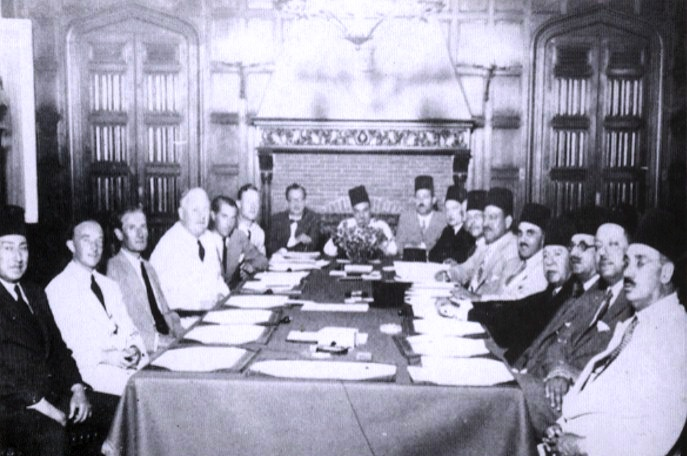
Palacio de Antoniadis (agosto de 1936). Lugar en el que se negociaron varios puntos del Tratado Anglo-Egpcio.

Algunos de los artículos con mayor relevancia del documento fueron:
Artículo 1 La ocupación de Egipto por las fuerzas de su majestad el rey y emperador ha terminado.
Art. 3 Egipto aspira a convertirse en un miembro de la Sociedad de Naciones. El Gobierno de su majestad en Reino Unido, reconociendo a Egipto como un Estado independiente y soberano, apoyará cualquier propuesta de admisión que el Gobierno egipcio pudiera presentar en las condiciones percibidas en el Art. 1 del Pacto.
Art. 5 Ambas partes firmantes acuerdan no forjar relaciones externas inconsistentes con la alianza entre ambas, ni firmar acuerdos políticos inconsistentes con el presente Tratado.
Art. 7 La ayuda que reciba su majestad el rey de Egipto en caso de guerra, amenaza bélica inminente o sospecha de emergencia internacional será coordinada por su majestad el rey y emperador, de conformidad con el sistema administrativo y legislativo egipcio, pudiendo hacer uso de todas las instalaciones, incluyendo puertos, aeródromos y medios y vías de comunicación. El Gobierno de Egipto será el encargado de tomar todas las medidas legislativas y administrativas, incluyendo la capacidad de declarar la ley marcial y una censura efectiva, elementos necesarios para que la asistencia británica sea efectiva.
Art. 8 En vista de que el canal de Suez, además de una parte inherente de Egipto, es una vía de comunicación universal, además de constituir una vía de comunicación vital para el contacto entre las diferentes partes del Imperio británico; su majestad el rey de Egipto, hasta que las partes firmantes acuerden que el ejército egipcio puede asegurar por sus propios méritos la libertad y plena seguridad de la navegación por el Canal, autoriza a su majestad el rey y emperador a posicionar fuerzas en el territorio egipcio vecino al Canal.
Art. 9 Las inmunidades y privilegios jurisdiccionales y fiscales de las que disfrutarán las fuerzas de su majestad el rey y emperador posicionadas en Egipto, en concordancia con las previsiones de este Tratado, serán determinadas en una Convención separada y acordadas entre ambos Gobiernos.
Art. 11 Reservándose el derecho de llegar a nuevas conclusiones en el futuro, modificando los acuerdos alcanzados el 19 de enero y el 10 de julio de 1899, las partes firmantes acuerdan que la administración del Sudán continuará como se determinó en dichos acuerdos. El gobernador general continuará ejerciendo, con el beneplácito de ambas partes firmantes, los poderes conferidos en los acuerdos mencionados.
Art. 16 En cualquier momento tras la expiración de este Tratado dentro de veinte años, las partes firmantes deberán, ante la petición de cualquiera de ellas, negociar sobre qué partes del acuerdo deben ser revisadas y renovadas dentro del contexto en el que se encuentren.
Extracto de algunos artículos más relevantes del Tratado Anglo-Egipcio de 1936, extraído de Eden & El-Nahas (1952).

### El factor palestino
Un factor especialmente relevante para comprender los acontecimientos en la región fue la cuestión palestina, dentro del contexto del conflicto árabe-judío-palestino. Varios autores lo vinculan tanto a ser una de las causas del auge del nacionalismo egipcio como a ser la justificación de parte de los intereses militares británicos. Desde un primer momento los europeos identificaron que parte del triunfo de la propaganda palestina en Egipto se debía al marcado sentimiento antibritánico de las publicaciones. En un informe de Lampson a Londres, afirmaba que "toda opinión educada y no educada en Egipto está convencida de que Gran Bretaña está cometiendo una gran injusticia hacia un país musulmán vecino" al apoyar la creación y consolidación del Estado de Israel. Temiendo el estancamiento de las relaciones anglo-egipcias, Gran Bretaña dejó clara su posición: no se oponía a que Egipto se posicionara a favor de Palestina. No obstante, al ser un momento en el que los británicos buscaban preservar un entorno amistoso, se reunió a los editores de los principales periódicos egipcios para advertirles de que todas las publicaciones sobre Palestina debían ser censuradas "aunque las historias que cuenten sean ciertas".
Durante las negociaciones del Tratado, Nahhas propuso a Egipto como posible mediador en la cuestión palestina, seguramente con la esperanza de alzarse como una figura de referencia dentro del mundo árabe al ser el único capaz de interceder en las relaciones de los Estados árabes con Inglaterra. Los británicos, que sospechaban sus verdaderas intenciones, denegaron sus peticiones. De cualquier forma, esta intervención de Nahhas en junio de 1936 marcó el inicio de la implicación oficial de Egipto en la causa palestina, constituyendo además el comienzo de la política regional egipcia.

### La cuestión de Sudán
En 1883 Sudán se separó temporalmente de Egipto tras la guerra mahdista. Las fuerzas armadas egipcias, en vista de la incapacidad de volver a anexionarse el territorio, acudieron a la ayuda británica para completar con éxito esta empresa. A pesar de que la intención original del Imperio era hacerse con el territorio para sí, esto resultó imposible a causa de los conflictos por Fachoda mantenidos contra los franceses. Por ello, se firmó un acuerdo entre Egipto y Reino Unido en 1899, que declaraba que Sudán sería gobernado en conjunto por ambos reinos. Pese a este acuerdo, el verdadero poder quedaba en manos británicas, y el tratado de 1936 favoreció expresamente el status quo. No obstante, otros autores argumentan que, si bien es cierto que "el acuerdo confirmaba el mantenimiento del condominio de 1899", éste "dejaba entrever que iban a ser los propios sudaneses quienes, tarde o temprano, iban a solucionar por su propia cuenta el asunto de su soberanía".
Ya en el siglo XX, la cuestión de Sudán es concebida por algunos autores como una de las principales causas por las que los cinco intentos previos de entablar negociaciones anglo-egipcias fracasaran previo a 1936. Si bien es cierto que el Gobierno de Sudán habría preferido que la cuestión que concernía a su nación se hubiera solucionado en un acuerdo exclusivo y separado con Egipto en lugar de con el borrador que los egipcios venían preparando desde 1930. Los británicos terminaron aceptando la fórmula de los últimos al considerar que, de hacer concesiones a Sudán, las negociaciones con Egipto volverían a quedar estancadas, no queriendo arriesgarse a perder su influencia militar sobre el Canal.

Posteriormente, durante las negociaciones de 1946, comprendidas como un gesto de buena voluntad por parte de los británicos, Sidqi Pachá demandó la unidad de Egipto y Sudán bajo la Corona egipcia, a lo que los británicos respondieron con el argumento de que no se tomaría ninguna decisión en cuanto a este tema sin antes haber consultado al pueblo sudanés. El texto final del Protocolo sobre Sudán acordado manifestaba:
"La política con la que las partes firmantes se comprometen a permanecer en Sudán dentro del marco de unidad entre Sudán y Egipto bajo la común Corona de Egipto tendrá como objetivos esenciales asegurar el bienestar de los sudaneses, el cumplimiento de sus intereses y su preparación activa para el autogobierno, y consecuentemente, el ejercicio del derecho a elegir el futuro estatuto de Sudán".

Extracto de las negociaciones de 1946, extraído de Khadduri (1952).

## Consecuencias

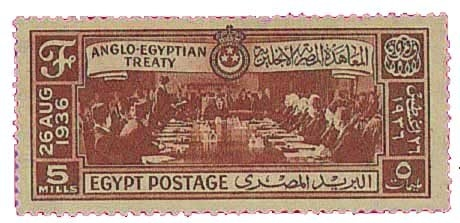
Estampilla / sello que conmemora la firma del Tratado Anglo-Egipcio.

Aunque en un inicio el tratado de 1936 fue percibido por los egipcios como un éxito, la permanencia de las tropas británicas, así como de otras fuerzas aliadas, tras la Segunda Guerra Mundial creó una sensación de desconfianza entre el pueblo. El escrito allanó el camino para la entrada de Egipto en la Sociedad de Naciones, consumándose su ingreso en 1937. Así, supuso un paso más para alcanzar la independencia de facto del país a pesar de continuar unidos a Inglaterra bajo la forma de una alianza militar que permitía a las tropas británicas el control del canal de Suez y de la península del Sinaí.
Las negociaciones de 1946 para un nuevo tratado, comprendidas en un primer momento como un gesto de buena voluntad por parte de los británicos, sucedieron de manera tan lenta que Sidqi Pachá viajó a Londres para poder tratar la cuestión directamente con el laborista Ernest Bevin. Las discusiones se basaron, fundamentalmente, en:
- La obligación que debían asumir ambas partes en caso de agresión o amenaza bélica en Oriente Medio, materializada en la creación de una Junta de Defensa Nacional Conjunta compuesta por militares y expertos de ambos Estados.
- Un protocolo especial que determinaba el periodo de evacuación de las tropas británicas, que no debía excederse del 1 de septiembre de 1949.
- La cuestión de la unidad de Egipto y Sudán, que, sin embargo, quedó estancada.

La llegada del partido Wafd anunció la finalización del tratado en 1951. Tres años más tarde, el 27 de julio de 1954, la presencia británica desaparecería completamente gracias a un acuerdo que prometía la retirada de las tropas del canal de Suez en un plazo máximo de veinte meses. La retirada terminó en julio de 1956, constituyendo el inicio de la independencia total de Egipto. El 26 de julio, Egipto nacionalizó el canal de Suez, y como consecuencia de la negativa de Gran Bretaña y de los Estados Unidos para financiar la construcción de la Presa de Asuán, estalló la guerra del Sinaí.

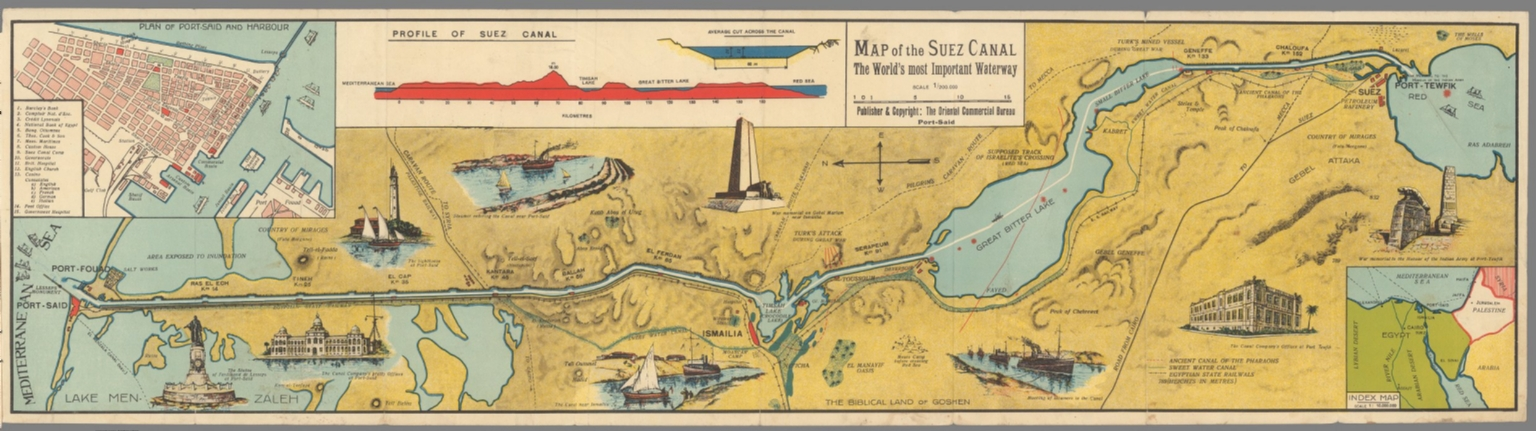
Mapa del canal de Suez (1928).

### Monografías
- Azaola, B. (2008). Del Egipto liberal al proyecto unitario. Madrid: Catarata. ISBN 978-84-8319-360-0.
- McLean, I., & McMillan, A. (Eds.). (2003). Suez crisis. In The concise Oxford dictionary of politics. Oxford University Press.
- Ortega Rodrigo, R. (2004). El islam político en Sudán : una propuesta fallida de internacional islamista. Editorial Universidad de Granada.

### Artículos académicos
- Khadduri, M. (1952). The Anglo-Egyptian controversy. Proceedings of the Academy of Political Science, 24(4), 82–100. https://doi.org/10.2307/1173508
- Morsy, L. (1984). The military clauses of the Anglo–Egyptian Treaty of Friendship and Alliance, 1936. International Journal of Middle East Studies, 16(1), 67–97. Recuperado el 18 de enero de 2025, de https://cambridge.org
- Ibrahim, H. A. (1973). The Sudan in the 1936 Anglo-Egyptian Treaty. Sudan Notes and Records, 54, 1–16. Recuperado el 18 de enero de 2025, de https://journals.uchicago.edu
- Eden, A., & El-Nahas, M. (1952). Anglo-Egyptian Treaty of Alliance, 1936. Current History, 22(128), 231–239. Recuperado el 17 de enero de 2025, de https://currenthistory.org
- Mayer, T. (1984). Egypt and the 1936 Arab Revolt in Palestine. Journal of Contemporary History, 19(2), 275–287. Recuperado el 18 de enero de 2025, de https://sagepub.com
- Smith, C. D. (1979). 4 February 1942: Its causes and its influence on Egyptian politics and on the future of Anglo-Egyptian relations, 1937–1945. International Journal of Middle East Studies, 10(4), 453–479. Recuperado el 18 de enero de 2025, de https://cambridge.org

### Recursos web
- Anglo-Egyptian Treaty. (2023, 19 de agosto). Enciclopedia Británica en línea. Archivado el 2 de septiembre de 2023. Recuperado el 18 de enero de 2025, de https://www.britannica.com
- Arnold, C. (2024). Egypt (1922–present). University of Central Arkansas. Archivado el 13 de mayo de 2024. Recuperado el 18 de enero de 2025, de https://uca.edu